# Joel Beckett
Joel Beckett (* 27. November 1973 in Potton, Bedfordshire, England als Joel Bygraves) ist ein britischer Schauspieler. Er ist mit der Schauspielerin Emma Barton verheiratet.

## Leben
Beckett ging zur Bedford Schule. Bekannt wurde er durch die Fernsehserie EastEnders, einer beliebten Sendung in England, die in 19 Folgen ausgestrahlt wurde. Auch spielte er in The Office, Holby City und Band of Brothers. In dem Film Hooligans, der im Jahr 2005 veröffentlicht wurde, spielte er in einer kleinen Nebenrolle den Pub-Besitzer Terry.

## Filmografie (Auswahl)
- 1997: Silent Witness (Fernsehserie, eine Episode)
- 1997: An Unsuitable Job for a Woman (Fernsehserie, eine Episode)
- 1998: Underground
- 2000: Happy Birthday Shakespeare (Fernsehfilm)
- 2001: Band of Brothers – Wir waren wie Brüder (Band of Brothers, Miniserie, eine Episode)
- 2001–2003: The Office (Fernsehserie, 13 Episoden)
- 2003: Doctors (Fernsehserie, eine Episode)
- 2003;2011: Holby City (Fernsehserie, 3 Episoden)
- 2004–2006: EastEnders (Fernsehserie, 166 Episoden)
- 2005: Hooligans
- 2010: Der Allergrösste bin Ich (The Big I Am)
- 2014: Snow in Paradise